# 白川真澄
白川 真澄（しらかわ ますみ、1942年 - ）は、社会運動家。西村 光男の別名を持つ。

## 来歴
京都府京都市生まれ。京都大学大学院経済学研究科修了。日本共産党から分かれた「日本のこえ」に参加。1960年安保闘争、ベトナム反戦闘争、三里塚闘争などの社会運動に関わり続け、1967年共産主義労働者党の結成に参加。1971年の同党分裂に伴って、共労党全国協議会プロ革派（のちの政治グループ・蒼生）を結成、指導する。その後は、フォーラム90sの事務局次長、次いで事務局局長に就任。現在、季刊『ピープルズ・プラン』編集長、グローカル座標塾講師。1990年代からは「地域から政治を変える」運動にも参加している。2013年まで緑の党グリーンズジャパン全国協議会委員を務めた。

## 著書
- 『もうひとつの革命 －近代批判と解放の思想』（社会評論社, 1982年）
- 『脱国家の政治学 : 市民的公共性と自治連邦制の構想』（社会評論社, 1997年）
- 田畑稔ほか編『アソシエーション革命へ : 理論・構想・実践』（共著、社会評論社, 2003年）
- 『格差社会から公正と連帯へ －市民のための社会理論入門』（工人社、2005年）
- 『格差社会を撃つ―ネオ・リベにさよならを』（インパクト出版会、2008年）
- 『脱成長のポスト資本主義』(社会評論社、2023年)

などのほか多数